# Asocjacja VACTERL

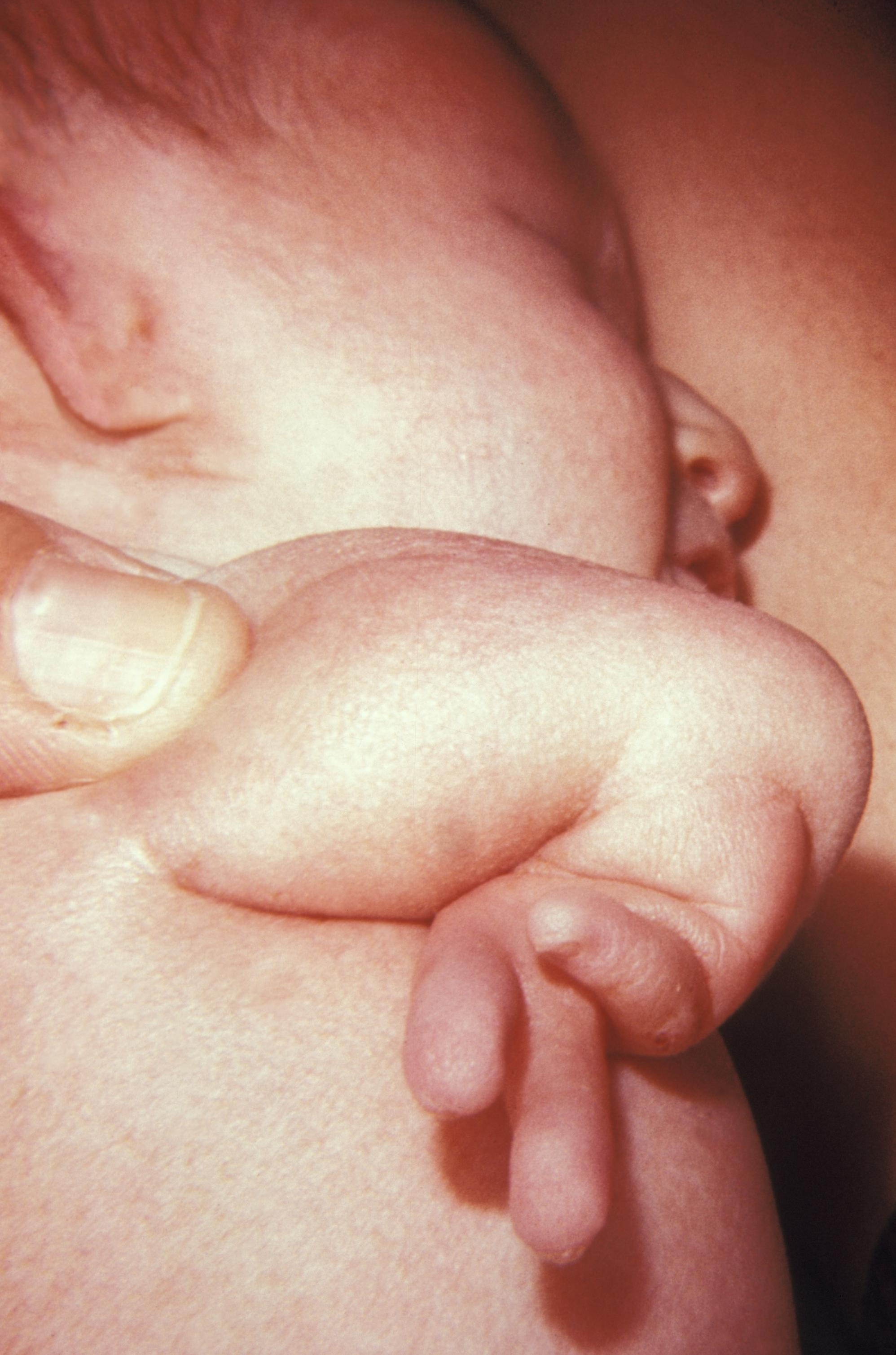
Noworodek z asocjacją VACTERL; na zdjęciu widać nieprawidłową budowę przedramienia spowodowaną dysplazją kości promieniowej

Asocjacja VACTERL (ang. VACTERL association) – skojarzenie (asocjacja) wad wrodzonych; angielskie nazwy możliwych wad wchodzących w skład tej asocjacji tworzą akronim VACTERL i są to:
- V – wady kręgów (ang. vertebral anomalies)
- A – atrezja odbytu (anal atresia)
- C – wrodzone wady serca (cardiac abnormalities)
- T – przetoka tchawiczo-przełykowa (tracheo-esophagal fistula)
- E – atrezja przełyku (esophagal atresia)
- R – wady nerek (renal abnormalities) albo dysplazja kości promieniowej (radial dysplasia)
- L – wady kończyn (limb abnormalities).

Asocjację VATER opisali pierwsi L. Quan i D.W. Smith w 1972 roku w artykule „The VATER association: vertebral defects, anal atresia, tracheoesophageal fistula with esophageal atresia, radial dysplasia”. Z czasem wprowadzono pojęcie asocjacji VACTERL i VACTERl-H (H od hydrocephalus – wodogłowie). Jak dotąd nie udało się wykryć jednoznacznego genetycznego podłoża tych skojarzeń wad.
Na rozpoznanie asocjacji VACTERL pozwala, według różnych autorów, wykrycie trzech lub czterech wad.

## Epidemiologia
Niemal wszystkie przypadki asocjacji VACTERL są sporadyczne, nie wykazano związku z wewnątrzmaciczną ekspozycją na teratogeny, chociaż sugerowano związek z matczyną cukrzycą. Przypadki rodzinnego występowania są bardzo rzadkie.

## Objawy i przebieg

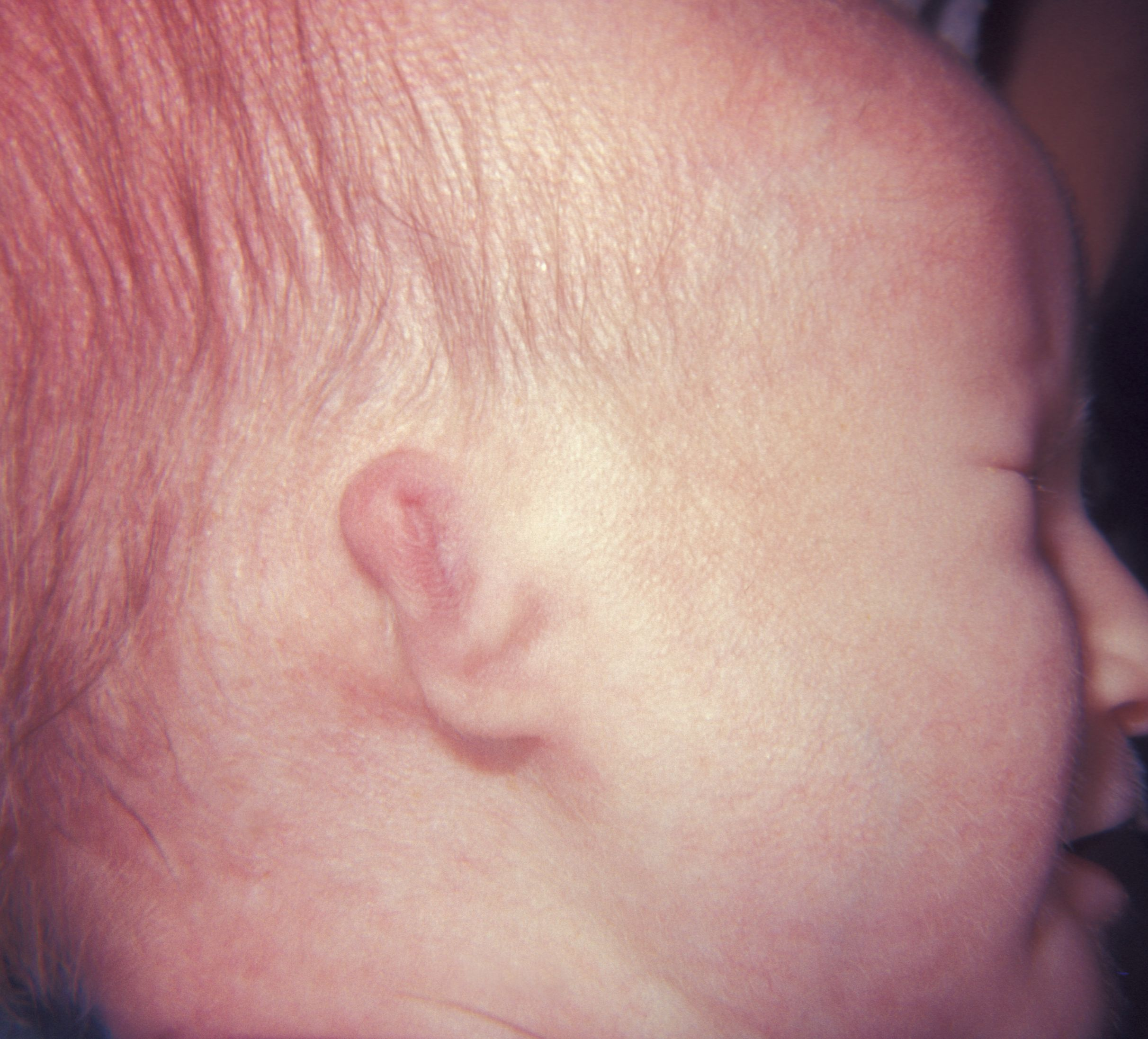
Dysplastyczne ucho zewnętrzne u dziecka z asocjacją VACTERL

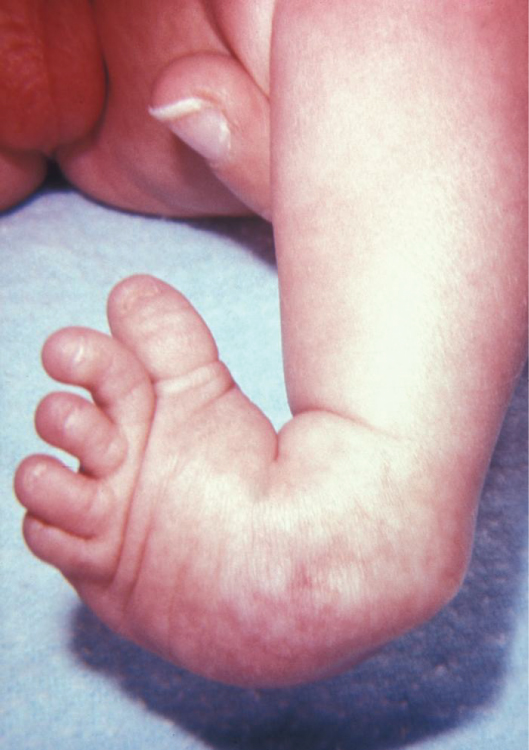
Stopa końsko-szpotawa u tego samego dziecka

- Nakładające się fenotypy

| Fenotyp                | OMIM | Etiologia                        | V | A | C | T | E | R | L | Cechy nie należące do asocjacji                                                                                                 | Przypisy             |
| ---------------------- | --- | -------------------------------- | - | - | - | - | - | - | - | --- | -------------------- |
| Zespół Feingolda       | OMIM#164280                                                                                                 | Mutacja w genie N-MYC            | - | + | + | + | + | + | + | Mikrocefalia, dysmorfia twarzy; wady kończyn w zespole Feingolda są innego typu niż te występujące w spektrum asocjacji VACTERL | [ 8 ] [ 9 ]          |
| Asocjacja CHARGE       | OMIM#214800                                                                                                 | Mutacja w genie CHD7 albo SEMA3E | + | - | + | + | + | + | - | Koloboma, wady uszu, narządów płciowych                                                                                         | [ 10 ]               |
| Anemia Fanconiego      | OMIM#607139 OMIM*300515 OMIM+227645 OMIM#605724 OMIM+227646 OMIM#600901 OMIM#603467 OMIM#602956 OMIM#605882 | Mutacje w szeregu genów          | + | + | + | + | + | + | + | Predyspozycja do nowotworów, mikrocefalia                                                                                       | [ 11 ] [ 12 ] [ 13 ] |
| Zespół delecji 22q11   | OMIM#188400                                                                                                 | Delecja genu TBX1                | - | - | + | + | + | + | - | Rozszczep podniebienia, wady grasicy, dysmorfia twarzy                                                                          | [ 14 ]               |
| Zespół Townesa-Brocksa | OMIM#107480                                                                                                 | Mutacja w genie SALL1            | - | + | - | + | - | + | + | Wady ucha zewnętrznego, ubytek słuchu                                                                                           | [ 15 ]               |
| Zespół Pallistera-Hall | OMIM#146510                                                                                                 | Mutacja w genie GLI3             | - | + | + | + | - | + | + | Hamartoma podwzgórza, dysmorfia twarzy                                                                                          | [ 16 ]               |